# Helsington
Helsington – wieś i civil parish w Anglii, w Kumbrii, w dystrykcie (unitary authority) Westmorland and Furness. W 2011 civil parish liczyła 308 mieszkańców. W obszar civil parish wchodzi także Brigsteer.